# Harperocallis flava
Harperocallis flava är en kärrliljeväxtart som beskrevs av Mcdaniel. Harperocallis flava ingår i släktet Harperocallis och familjen kärrliljeväxter. Inga underarter finns listade.